# Isophya doneciana
Isophya doneciana är en insektsart som beskrevs av Bei-bienko 1954. Isophya doneciana ingår i släktet Isophya och familjen vårtbitare. Inga underarter finns listade i Catalogue of Life.